# Kópasker
Kópasker is een plaatsje in het noorden van IJsland in de regio Norðurland eystra. Kópasker is een van de twee plaatsjes op het schiereiland Melrakkaslétta en ligt aan de fjord Öxarfjörður. Het heeft ongeveer 120 inwoners en behoort samen met Húsavík en Raufarhöfn tot de gemeente Norðurþing. Behalve een benzinestation annex supermarktje, een kapperszaak en een kleine visindustrie heeft Kópasker weinig voorzieningen. Even buiten het dorp, bij Snartarstaðir, ligt aan het meertje Kotatjörn de kerk van Kópasker. Hiernaast is tevens het N.-Þingeyjarsýsla Folk-museum gelegen.

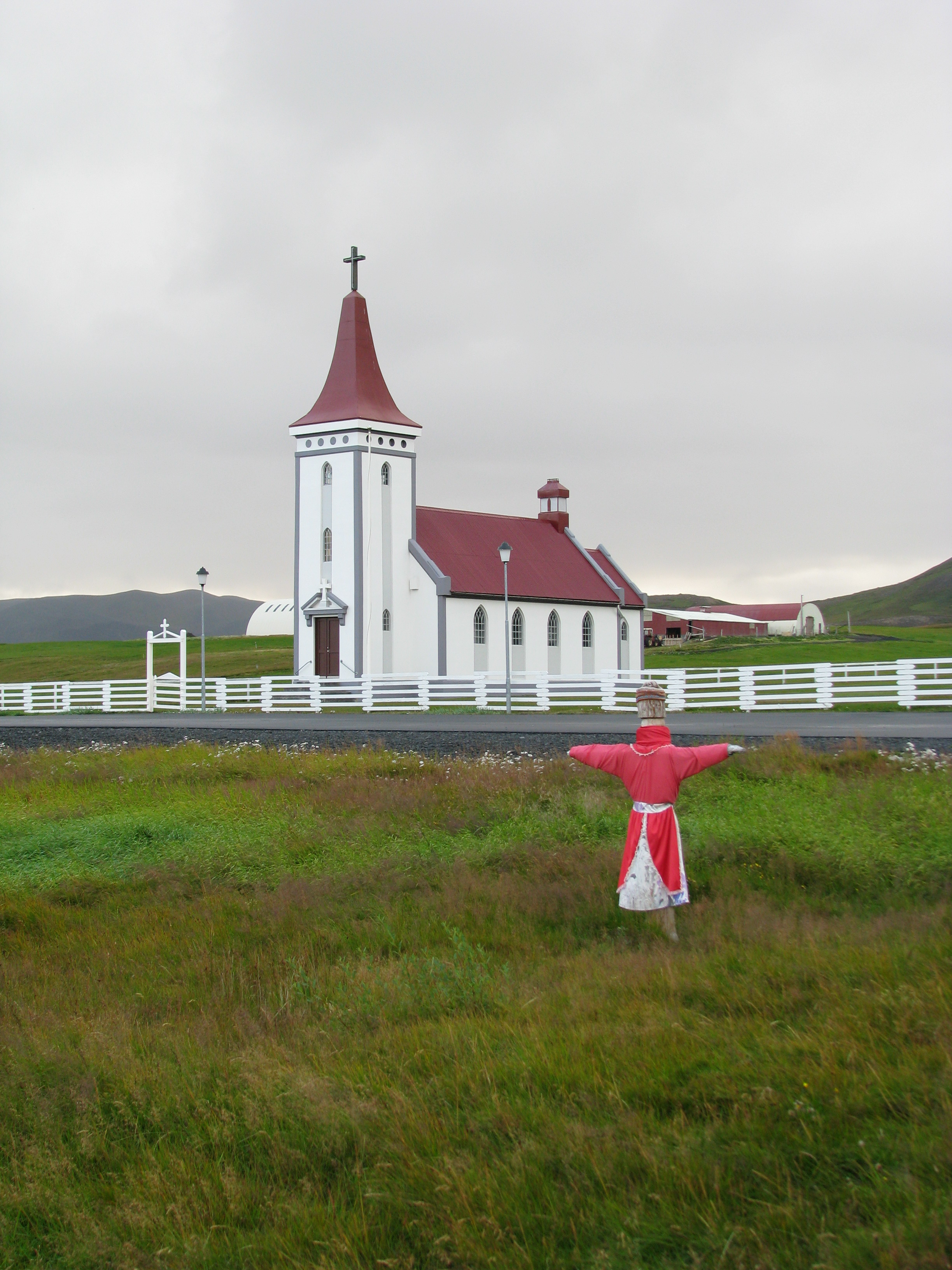
Kerk van Kópasker.